# Афумаць (комуна, Ілфов)
Афумаць, Афумаці (рум. Afumați) — комуна у повіті Ілфов в Румунії. До складу комуни входить єдине село Афумаць.
Комуна розташована на відстані 15 км на північний схід від Бухареста, 135 км на південь від Брашова.

## Населення
За даними перепису населення 2002 року у комуні проживали 6613 осіб.
Національний склад населення комуни:
| Національність   | Кількість осіб | Відсоток |
| ---------------- | -------------- | -------- |
| румуни           | 6257           | 94,6%    |
| цигани           | 341            | 5,2%     |
| угорці           | 6              | 0,1%     |
| китайці          | 2              | < 0,1%   |
| українці         | 1              | < 0,1%   |
| росіяни-липовани | 1              | < 0,1%   |
| італійці         | 1              | < 0,1%   |
| вірмени          | 1              | < 0,1%   |

Рідною мовою назвали:
| Мова       | Кількість осіб | Відсоток |
| ---------- | -------------- | -------- |
| румунська  | 6378           | 96,4%    |
| циганська  | 219            | 3,3%     |
| угорська   | 6              | 0,1%     |
| болгарська | 2              | < 0,1%   |
| китайська  | 2              | < 0,1%   |
| українська | 1              | < 0,1%   |
| італійська | 1              | < 0,1%   |
| вірменська | 1              | < 0,1%   |

Склад населення комуни за віросповіданням:
| Релігія        | Кількість осіб | Відсоток |
| -------------- | -------------- | -------- |
| православні    | 6579           | 99,5%    |
| римо-католики  | 11             | 0,2%     |
| адвентисти     | 5              | 0,1%     |
| мусульмани     | 4              | 0,1%     |
| реформати      | 3              | < 0,1%   |
| бретрени       | 3              | < 0,1%   |
| лютерани       | 3              | < 0,1%   |
| греко-католики | 2              | < 0,1%   |
| старообрядці   | 1              | < 0,1%   |

## Зовнішні посилання
- Дані про комуну Афумаць на сайті Ghidul Primăriilor [Архівовано 31 січня 2012 у Wayback Machine.]